# Simca Type 180
Simca Type 180 — рядный четырёхцилиндровый бензиновый двигатель внутреннего сгорания, выпускавшийся с 1970 по 1989 год французской компанией Simca.

## 1.6/1.8
Двигатели объёмом 1639/1812 см3 устанавливались на автомобили семейства Chrysler 160/180.

### Модификации
- Type 361
- Type 7R1
- Type 7R2

## 2.0
Двигатель объёмом 1981 см3 устанавливался на автомобили Chrysler Europe и Simca.

### Модификации
- Type 341
- Type 7S2
- Type 7T2

## 2.2
Двигатель объёмом 2155 см3 впервые был представлен на Talbot Tagora. Диаметр цилиндра составлял 91,7 мм, а ход поршня — 81,6 мм. Иногда этот двигатель путают с двигателем Douvrin компаний Renault и PSA Group. Позднее двигатель стал оснащаться турбонаддувом и устанавливался на Citroen BX4TC и Peugeot 505.

### Модификации
- Type 9N2
- Type N9T
- Type N9TE
- Type N9TEA